# Massif d'Abartan
Le massif d'Abartan est une chaîne de montagnes qui se situe en Navarre (Espagne).

## Histoire

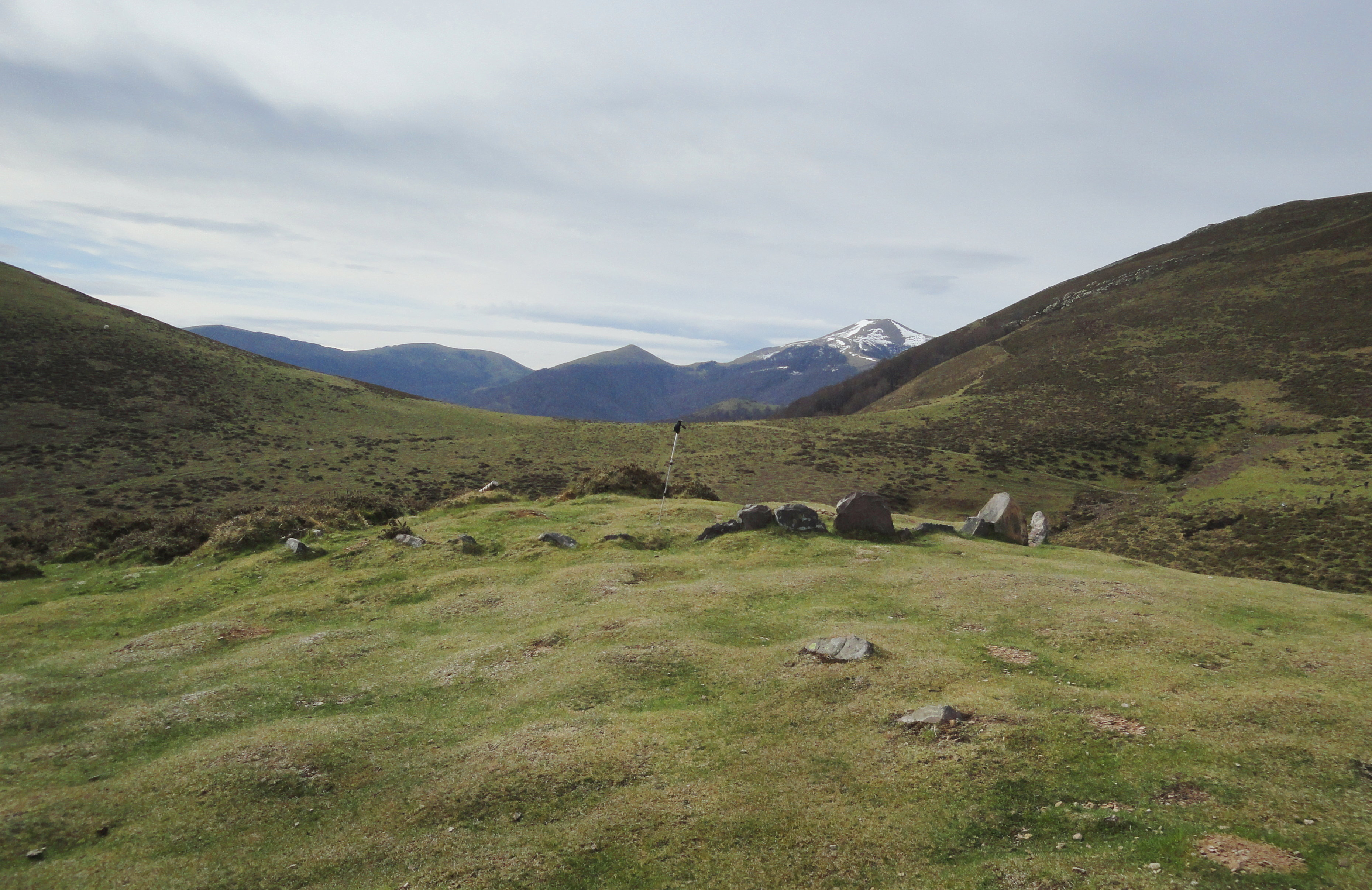
Harrespil dans le massif d'Abartan.

## Géographie

### Sommets
- Abartan (1 095 m[1]) 43° 05′ 24″ nord, 1° 34′ 02″ ouest
- Elorregi (1 045 m[2]) 43° 05′ 04″ nord, 1° 34′ 00″ ouest
- Aizkoa (954 m[3]) 43° 05′ 35″ nord, 1° 33′ 27″ ouest
- Urlegi (922 m[4]) 43° 05′ 50″ nord, 1° 33′ 56″ ouest
- Urdintz (912 m[5]) 43° 05′ 46″ nord, 1° 33′ 43″ ouest
- Basaburuko Kaskoa (877 m[6]) 43° 05′ 53″ nord, 1° 33′ 03″ ouest
- Bagolegiko Kaskoa (818 m[7]) 43° 03′ 58″ nord, 1° 32′ 54″ ouest
- Ezkorlako Kaskoa (645 m[8]) 43° 06′ 32″ nord, 1° 33′ 36″ ouest
- Auzkue (423 m[9]) 43° 08′ 14″ nord, 1° 35′ 08″ ouest